# Tanisha Drummond
Tanisha Tamara Drummond Johnson (Ciudad de Colón, Panamá, 3 de agosto de 1976) es una modelo panameña y campeona de un concurso de belleza ganadora del Señorita Panamá 1997. 

## Biografía
Drummond que tiene 5′ 10″ (1,78 m) de estatura, compitió en el certamen nacional de belleza Señorita Panamá 1997, en septiembre de 1997 y obtuvo el título de Señorita Panamá Universo. Representó a la provincia de Colón. representó a Panamá en Miss Universo 1998, el certamen número 47 de Miss Universo se llevó a cabo en el Stan Sheriff Arena, Honolulu, Hawaii, Estados Unidos el 12 de mayo de 1998. El mismo año Drummond compitió por Panamá en el Miss Caraïbes Hibiscus 1998 y ganó el título. Este fue el primer título para Panamá en este certamen.